# Anthems (album Anthrax)
Anthems to czwarty minialbum amerykańskiej grupy thrash metalowej Anthrax. Został wydany w marcu 2013 za pośrednictwem Megaforce Records w Ameryce Północnej oraz Nuclear Blast w Europie. Album składa się z coverów kilku ulubionych zespołów członków Anthrax z lat 70, a także z utworu "Crawl" pochodzącego z ostatniego albumu grupy Worship Music, który zamieszczony został w wersji podstawowej, a także special remix.

## Lista utworów
| Nr | Tytuł utworu                     | Twórcy                                 | Długość |
| -- | -------------------------------- | -------------------------------------- | ------- |
| 1. | „Anthem” (cover Rush)            | Geddy Lee, Alex Lifeson, Neil Peart    | 4:37    |
| 2. | „T.N.T.” (cover AC/DC)           | Angus Young, Malcolm Young, Bon Scott  | 3:37    |
| 3. | „Smokin'” (cover Boston)         | Tom Scholz                             | 4:20    |
| 4. | „Keep On Runnin” (cover Journey) | Jonathan Cain, Steve Perry, Neal Schon | 3:42    |
| 5. | „Big Eyes” (cover Cheap Trick)   | Rick Nielsen                           | 3:16    |
| 6. | „Jailbreak” (cover Thin Lizzy)   | Phil Lynott                            | 4:06    |
| 7. | „Crawl” (wersja studyjna)        | Anthrax                                | 5:00    |
| 8. | „Crawl” (remix)                  | Anthrax                                | 5:02    |
|    |                                  |                                        | 33:40   |

## Twórcy
Anthrax
- Joey Belladonna – wokal prowadzący
- Scott Ian – gitara rytmiczna, wokal wspierający
- Frank Bello – gitara basowa, wokal wspierający
- Charlie Benante – perkusja
- Rob Caggiano – gitara prowadząca

Muzycy dodatkowi
- Fred Mandel – keyboard (w "Smokin'")

Personel techniczny
- Anthrax – produkcja
- Jay Ruston – produkcja
- Stephen Thompson – okładka albumu
- Charlie Benante – okładka albumu